# Secinaro
Secinaro là một đô thị thuộc tỉnh L'Aquila trong vùng Abruzzo của Ý. Ý. Đô thị này có diện tích 31 km², dân số 476 người. Các đô thị giáp ranh gồm: Acciano, Castelvecchio Subequo, Celano, Gagliano Aterno, Molina Aterno, Ovindoli, Rocca di Mezzo, Tione degli Abruzzi